# Anells de Poder
Els Anells de Poder són objectes ficticis del món de la Terra Mitjana creada per J. R. R. Tolkien. Es descriuen a El Senyor dels Anells en una llegenda que el Gàndalf explica a Frodo Saquet:

La inscripció a l'Anell Únic; les línies sisenes i setenes de la poesia.

| « | Tres Anells per als Reis Elfs dessota el cel, Set per als Senyors dels Nans en llurs cavernes Nou per als Homes Mortals que periran, Un és pel Senyor Fosc en son tron fosc, allà a la Terra de Mórdor on s'estén l'Ombra. Un Anell per manar a tots, Un per trobar-los, Un Anell per reunir-los i, en les Tenebres tenir tots lligats a Mórdor on s'estén l'Ombra. | » |

## Història
Després de la caiguda de Mórgoth, Sàuron va suplicar al Vàlar que el perdonés, però no va complir la promesa de sotmetre's a judici i va fugir. Després, sota l'aparença agradable d'Annatar, el Senyor dels Dons, va tornar als líders dels Eldars restants a la Terra Mitjana amb ofertes d'ajuda. Tant la Galàdriel, com el Guil-galad i el Círdan no van creure'l, però va ser benvingut pels ferrers d'Erègion, que eren ansiosos d'augmentar el seu coneixement i els avenços tècnics. D'acord amb l'Apèndix B d'El Senyor dels Anells, els anells es van començar a forjar al voltant de l'any 1500 de la Segona Edat. Els Set i els Nou Anells es van forjar pels Elfs amb l'ajuda directa del Sàuron. Els Tres Anells, els millors dels Anells èlfics, es van forjar per Celebrímbor, un net de Fëanor i líder dels ferrers d'Erègion. Va acabar aquesta feina sol, sense l'ajuda de Sàuron però amb el coneixement que en va obtenir, al voltant de l'any 1590 de la Segona Edat.
Sàuron va forjar l'últim Anell, l'Anell Únic en secret al foc del Mont del Fat de Mórdor l'any 1600 de la Segona Edat, deixant-hi una part del seu poder. El seu objectiu era dominar els altres Anells i els seus poders, i obrir els pensaments i la voluntat dels seus portadors perquè els pogués controlar. Tanmateix, quan Sàuron va posar-se l'Anell Únic, els elfs en van prendre consciència, i, en entendre immediatament el seu propòsit, es van treure els Anells.
Uns 90 anys després Sàuron va envair i conquerir Erègion abans de devastar gairebé tot Èriador. Celebrímbor fou capturat, i torturat, va revelar les localitzacions dels Set i els Nou, però va morir sense revelar on eren amagats els Tres. Sàuron va agafar els Set i els Nou, i els va distribuir als líders dels Nans i els Homes, respectivament.

## Adaptacions
La pel·lícula del 1978 de Ralph Bakshi comença amb la forja dels Anells de Poder i els esdeveniments de la Guerra de l'Última Aliança contra Sàuron, vistos en siluetes sobre fons vermell.
La pel·lícula de Peter Jackson d'El senyor dels anells: La germandat de l'anell comença amb un pròleg similar, tot i que més llarg i detallat. Els tres Anells Elfs es fabriquen amb motlles d'os de sípia, una tècnica primitiva que és coherent amb la descripció del llibre quan diu que "eren només proves de l'ofici abans que estigués més desenvolupat". A més, els il·lustradors de Tolkien John Howe i Alan Lee, que van ser contractats com a dissenyadors de concepte per les pel·lícules, hi surten fent de dos dels nou Portadors dels Anells humans (els futurs Nazgûl)-